# Bomarea patinii
Bomarea patinii es una especie de planta fanerógama perteneciente a la familia de las Alstroemeriáceas.  Es originaria de Colombia y Ecuador.

## Descripción
Es un bejuco perennifolio herbáceo. Los tallos son de color rojo, de una longitud de aproximadamente 2,3 m. Las hojas son lanceoladas, de color verde de unos 13 cm de largo, a veces con una ligera pubescencia en el lado inferior. Las flores tienen forma de campana estrecha de 6 cm de largo, fuera en la base de color amarillo con punto marrón, ligeramente zigomorfa. Florece en una cima en una inflorescencia con forma de racimo de 40 o más flores. Florece en verano. Planta resistente al frío a 0 °C.

## Taxonomía
Bomarea patinii fue descrita por  John Gilbert Baker, y publicado en Handbook of the Amaryllideae 157. 1888.
Etimología
Bomarea: nombre genérico que está dedicado al farmacéutico francés Jacques-Christophe Valmont de Bomare (1731-1807), que visitó diversos países de Europa y es autor de “Dictionnaire raisonné universel d’histoire naturelle” en 12 volúmenes (desde 1768).
patinii: epíteto
Sinonimia
- Bomarea patinii subsp. glabrata Harling & Neuendorf
- Bomarea patinii subsp. patinii
- Bomarea patinii subsp. umbellata Neuendorf ex Alzate
- Bomarea racemosa Killip[2][3]